# Cagliari Calcio 1982-1983
Questa voce raccoglie le informazioni riguardanti il Cagliari Calcio nelle competizioni ufficiali della stagione 1982-1983.

## Stagione
Il Cagliari, affidato a Gustavo Giagnoni, seppur privato di pedine importanti come Franco Selvaggi e Giuseppe Bellini (passati rispettivamente al Torino e alla Fiorentina) comincia il campionato con aspettative altissime grazie all'arrivo degli stranieri Julio César Uribe e soprattutto Waldemar Victorino, detto el Piscador, considerato da Enzo Bearzot uno dei colpi più importanti del calciomercato. Si parla addirittura di possibile qualificazione alla Coppa Uefa, ma nella realtà Victorino si rivelerà un acquisto fallimentare e gli isolani retrocedono in serie B: i rossoblu falliscono infatti l'obiettivo salvezza facendosi sorpassare all'ultima giornata dall'Ascoli, che vince lo scontro diretto.
In Coppa Italia vengono eliminati agli ottavi di finale dal Milan.

## Divise e sponsor

Il neoacquisto Julio César Uribe in azione nella trasferta di Firenze con la prima divisa alternativa

La squadra utilizza prevalentemente, come negli anni 70, la maglia bianca che, per la prima giornata, è la medesima della stagione precedente; poco dopo la divisa viene sostituita con una che presenta dei motivi rossoblù nella parte alta. Lo sponsor ufficiale rimane Ariostea.
| Casa (1ª giornata) | Casa | Casa (Alternativa) | Trasferta |

## Organigramma societario
Area direttiva
- Presidente: Alvaro Amarugi

Area sanitaria
- Medici sociali: Silvio Fadda, Patrizio Mulas
- Massaggiatori: Domenico Duri

Area tecnica
- Allenatore: Gustavo Giagnoni
- Allenatore in seconda: Antonio Congiu
- Allenatore Primavera: Adriano Reginato
- Preparatore atletico: Vincenzo Molinas

## Rosa
| N. |                   | Ruolo | Calciatore         |
| -- | ----------------- | ----- | ------------------ |
|    | Italia (bandiera) | P     | Nello Malizia      |
|    | Italia (bandiera) | P     | Daniele Goletti    |
|    | Italia (bandiera) | D     | Claudio Azzali     |
|    | Italia (bandiera) | D     | Amedeo Baldizzone  |
|    | Italia (bandiera) | D     | Antonio Bogoni     |
|    | Italia (bandiera) | D     | Marco De Simone    |
|    | Italia (bandiera) | D     | Oreste Lamagni     |
|    | Italia (bandiera) | D     | Sandro Loi         |
|    | Italia (bandiera) | D     | Giovanni Vavassori |
|    | Italia (bandiera) | C     | Alberto Marchetti  |
|    | Italia (bandiera) | C     | Mariano Marchetti  |
|    | Italia (bandiera) | C     | Walter Mazzarri    |

| N. |                    | Ruolo | Calciatore             |
| -- | ------------------ | ----- | ---------------------- |
|    | Italia (bandiera)  | C     | Salvatore Mura         |
|    | Italia (bandiera)  | C     | Danilo Pileggi         |
|    | Italia (bandiera)  | C     | Fabio Poli             |
|    | Italia (bandiera)  | C     | Giuseppe Porceddu      |
|    | Italia (bandiera)  | C     | Roberto Quagliozzi     |
|    | Italia (bandiera)  | C     | Maurizio Restelli      |
|    | Italia (bandiera)  | C     | Massimo Rovellini      |
|    | Italia (bandiera)  | C     | Maurizio Sacchi        |
|    | Perù (bandiera)    | C     | Julio César Uribe      |
|    | Italia (bandiera)  | A     | Roberto Balestrelli    |
|    | Italia (bandiera)  | A     | Luigi Piras (capitano) |
|    | Uruguay (bandiera) | A     | Waldemar Victorino     |

## Calciomercato

### Sessione estiva
| Acquisti | Acquisti            | Acquisti         | Acquisti             |
| R.       | Nome                | da               | Modalità             |
| -------- | ------------------- | ---------------- | -------------------- |
| P        | Nello Malizia       | Perugia          | definitivo           |
| D        | Antonio Bogoni      | Sambenedettese   | definitivo           |
| C        | Mariano Marchetti   | Pro Patria       | definitivo           |
| C        | Walter Mazzarri     | Fiorentina       | prestito             |
| C        | Massimo Rovellini   | Pro Patria       | definitivo           |
| C        | Maurizio Sacchi     | Lodigiani        | definitivo           |
| C        | Julio Cesar Uribe   | Sporting Cristal | definitivo (1 Mld £) |
| A        | Roberto Balestrelli | Grosseto         | definitivo           |
| A        | Waldemar Victorino  | Nacional         | definitivo           |

| Cessioni | Cessioni          | Cessioni       | Cessioni               |
| R.       | Nome              | a              | Modalità               |
| -------- | ----------------- | -------------- | ---------------------- |
| P        | Roberto Corti     | Udinese        | definitivo             |
| P        | Roberto Dore      | Pro Patria     | definitivo             |
| D        | Mario Brugnera    | Carbonia       | definitivo             |
| D        | Antonio Logozzo   | Sampdoria      | fine prestito          |
| D        | Silvio Longobucco | Cosenza        | definitivo             |
| C        | Giuseppe Bellini  | Fiorentina     | definitivo (300 mln £) |
| C        | Alfredo Fulvi     | Sambenedettese | definitivo             |
| C        | Mario Goretti     | Campobasso     | definitivo             |
| C        | Carlo Osellame    | Atalanta       | definitivo             |
| C        | Antonio Ravot     | Padova         | prestito               |
| A        | Franco Selvaggi   | Torino         | definitivo (1,2 Mld £) |

### Sessione autunnale
| Acquisti | Acquisti           | Acquisti | Acquisti   |
| R.       | Nome               | da       | Modalità   |
| -------- | ------------------ | -------- | ---------- |
| D        | Giovanni Vavassori | Atalanta | definitivo |
| C        | Danilo Pileggi     | Bologna  | definitivo |
| C        | Fabio Poli         | Bologna  | definitivo |

| Cessioni | Cessioni        | Cessioni   | Cessioni      |
| R.       | Nome            | a          | Modalità      |
| -------- | --------------- | ---------- | ------------- |
| C        | Walter Mazzarri | Fiorentina | fine prestito |

## Risultati

### Serie A

#### Girone di andata
| Arbitro: | Lo Bello (Siracusa) |

|           |           |                                      |
| Piras 67’ | Marcatori | 25’ Faccini 33’ (aut.) Loi 87’ Iorio |

| Arbitro: | Bianciardi (Siena) |

|                   |           |                  |
| Causio 30’ (rig.) | Marcatori | 81’ M. Marchetti |

| Arbitro: | Pairetto (Torino) |

|  |           |                              |
|  | Marcatori | 44’ Altobelli 60’ (aut.) Loi |

| Avellino 3 ottobre 1982 4ª giornata | Avellino        | 0 – 0 | Cagliari | Stadio Partenio\| Arbitro: \| Magni (Bergamo) \| |
| Arbitro:                            | Magni (Bergamo) |       |          |                                                  |

| Arbitro: | Ballerini (La Spezia) |

|            |           |               |
| Azzali 23’ | Marcatori | 83’ Berggreen |

| Arbitro: | Agnolin (Bassano del Grappa) |

|                                           |           |  |
| Briaschi 14’ Lamagni 25’ (aut.) Corti 87’ | Marcatori |  |

| Cagliari 24 ottobre 1982 7ª giornata | Cagliari          | 0 – 0 | Torino | Stadio Sant'Elia\| Arbitro: \| Mattei (Macerata) \| |
| Arbitro:                             | Mattei (Macerata) |       |        |                                                     |

| Arbitro: | Magni (Bergamo) |

|                                                |           |           |
| Passarella 3’ Massaro 17’ Antognoni 71’ (rig.) | Marcatori | 54’ Uribe |

| Arbitro: | Casarin (Milano) |

|           |           |  |
| Piras 88’ | Marcatori |  |

| Arbitro: | Menegali (Roma) |

|                     |           |                     |
| Penzo 12’ Fanna 65’ | Marcatori | 18’ Uribe 74’ Piras |

| Arbitro: | Longhi (Roma) |

|              |           |  |
| Restelli 81’ | Marcatori |  |

| Cesena 12 dicembre 1982 12ª giornata | Cesena           | 0 – 0 | Cagliari | Stadio La Fiorita\| Arbitro: \| Paparesta (Bari) \| |
| Arbitro:                             | Paparesta (Bari) |       |          |                                                     |

| Arbitro: | Bianciardi (Siena) |

|               |           |  |
| Quagliozzi 5’ | Marcatori |  |

| Arbitro: | Menegali (Roma) |

|              |           |           |
| Tardelli 18’ | Marcatori | 57’ Piras |

| Arbitro: | Casarin (Milano) |

|                                     |           |                |
| Piras 23’ Poli 25’ A. Marchetti 50’ | Marcatori | 41’ Mandorlini |

#### Girone di ritorno
| Arbitro: | Magni (Genova) |

|            |           |  |
| Falcão 48’ | Marcatori |  |

| Cagliari 23 gennaio 1983 17ª giornata | Cagliari         | 0 – 0 | Udinese | Stadio Sant'Elia\| Arbitro: \| Vitali (Bologna) \| |
| Arbitro:                              | Vitali (Bologna) |       |         |                                                    |

| Arbitro: | Paparesta (Bari) |

|                                |           |  |
| Bogoni 9’ (aut.) Altobelli 81’ | Marcatori |  |

| Arbitro: | Longhi (Roma) |

|                  |           |              |
| A. Marchetti 45’ | Marcatori | 53’ Cascione |

| Pisa 20 febbraio 1983 20ª giornata | Pisa            | 0 – 0 | Cagliari | Stadio Arena Garibaldi\| Arbitro: \| Menegali (Roma) \| |
| Arbitro:                           | Menegali (Roma) |       |          |                                                         |

| Arbitro: | Barbaresco (Cormons) |

|             |           |             |
| Pileggi 23’ | Marcatori | 83’ Fiorini |

| Arbitro: | Benedetti (Roma) |

|                               |           |                                  |
| Selvaggi 10’ Torrisi 15’, 17’ | Marcatori | 4’ A. Marchetti 47’ (rig.) Piras |

| Cagliari 13 marzo 1983 23ª giornata | Cagliari         | 0 – 0 | Fiorentina | Stadio Sant'Elia\| Arbitro: \| Lanese (Messina) \| |
| Arbitro:                            | Lanese (Messina) |       |            |                                                    |

| Arbitro: | Altobelli (Roma) |

|                 |           |                                       |
| De Agostini 80’ | Marcatori | 49’ (rig.) Piras 75’ (aut.) Venturini |

| Arbitro: | Paparesta (Bari) |

|                          |           |            |
| Quagliozzi 26’ Piras 64’ | Marcatori | 13’ Dirceu |

| Arbitro: | Lo Bello (Siracusa) |

|                     |           |  |
| Ferrario 11’ (rig.) | Marcatori |  |

| Cagliari 24 aprile 1983 27ª giornata | Cagliari          | 0 – 0 | Cesena | Stadio Sant'Elia\| Arbitro: \| Mattei (Macerata) \| |
| Arbitro:                             | Mattei (Macerata) |       |        |                                                     |

| Arbitro: | Altobelli (Roma) |

|               |           |             |
| Scanziani 12’ | Marcatori | 50’ Pileggi |

| Arbitro: | Bergamo (Livorno) |

|           |           |                        |
| Piras 42’ | Marcatori | 54’ Boniek 68’ Platini |

| Arbitro: | Menegali (Roma) |

|                        |           |  |
| Greco 27’ Nicolini 86’ | Marcatori |  |

### Coppa Italia

#### Primo turno
| Arbitro: | Facchin (Udine) |

|               |           |  |
| Carnevale 23’ | Marcatori |  |

| Arbitro: | Bianciardi (Siena) |

|              |           |                            |
| Pradella 41’ | Marcatori | 24’ Mazzarri 30’ Victorino |

| Arbitro: | Polacco (Conegliano) |

|           |           |             |
| Piras 35’ | Marcatori | 70’ Mottola |

| Arbitro: | Patrussi (Ravenna) |

|                                    |           |                                      |
| Victorino 12’ (rig.) Rovellini 71’ | Marcatori | 65’ De Stefanis 67’ (aut.) Rovellini |

| Arbitro: | Casarin (Milano) |

|               |           |                   |
| Hernández 16’ | Marcatori | 42’ (aut.) Danova |

#### Ottavi di finale
| Arbitro: | Altobelli (Roma) |

|                   |           |                |
| Baresi 61’ (aut.) | Marcatori | 2’, 89’ Serena |

| Arbitro: | Facchin (Udine) |

|                                                           |           |                                  |
| Verza 28’ Baresi 32’ (rig.) Damiani 61’ Bogoni 73’ (aut.) | Marcatori | 40’ Quagliozzi 76’ (aut.) Baresi |

## Statistiche

### Statistiche di squadra
| Competizione | Punti | In casa | In casa | In casa | In casa | In casa | In casa | In trasferta | In trasferta | In trasferta | In trasferta | In trasferta | In trasferta | Totale | Totale | Totale | Totale | Totale | Totale | DR  |
| Competizione | Punti | G       | V       | N       | P       | Gf      | Gs      | G            | V            | N            | P            | Gf           | Gs           | G      | V      | N      | P      | Gf     | Gs     | DR  |
| ------------ | ----- | ------- | ------- | ------- | ------- | ------- | ------- | ------------ | ------------ | ------------ | ------------ | ------------ | ------------ | ------ | ------ | ------ | ------ | ------ | ------ | --- |
| Serie A      | 26    | 15      | 5       | 7       | 3       | 13      | 12      | 15           | 1            | 7            | 7            | 10           | 21           | 30     | 6      | 14     | 10     | 23     | 33     | -10 |
| Coppa Italia |       | 3       | 0       | 2       | 1       | 4       | 5       | 4            | 2            | 1            | 1            | 7            | 6            | 7      | 2      | 3      | 2      | 11     | 11     | 0   |
| Totale       |       | 18      | 5       | 9       | 4       | 17      | 17      | 19           | 3            | 8            | 8            | 17           | 27           | 37     | 8      | 17     | 12     | 34     | 44     | -10 |

### Statistiche dei giocatori[10]
| Giocatore     | Serie A  | Serie A | Serie A     | Serie A    | Coppa Italia | Coppa Italia | Coppa Italia | Coppa Italia | Totale   | Totale | Totale      | Totale     |
| Giocatore     | Presenze | Reti    | Ammonizioni | Espulsioni | Presenze     | Reti         | Ammonizioni  | Espulsioni   | Presenze | Reti   | Ammonizioni | Espulsioni |
| ------------- | -------- | ------- | ----------- | ---------- | ------------ | ------------ | ------------ | ------------ | -------- | ------ | ----------- | ---------- |
| C. Azzali     | 30       | 1       | ?           | ?          | 7            | 0            | ?            | ?            | 37       | 1      | ?           | ?          |
| A. Bogoni     | 28       | 0       | ?           | ?          | 6            | 0            | ?            | ?            | 34       | 0      | ?           | ?          |
| M. De Simone  | 6        | 0       | ?           | ?          | 1            | 0            | ?            | ?            | 7        | 0      | ?           | ?          |
| R. Dore       | 1        | 0       | ?           | ?          | -            | -            | -            | -            | 1        | 0      | 0+          | 0+         |
| D. Goletti    | 4        | -6      | ?           | ?          | 6            | -11          | ?            | ?            | 10       | -17    | ?           | ?          |
| O. Lamagni    | 29       | 0       | ?           | ?          | 7            | 0            | ?            | ?            | 36       | 0      | ?           | ?          |
| S. Loi        | 9        | 0       | ?           | ?          | 5            | 0            | ?            | ?            | 14       | 0      | ?           | ?          |
| N. Malizia    | 26       | -27     | ?           | ?          | 2            | -1           | ?            | ?            | 28       | -28    | ?           | ?          |
| A. Marchetti  | 29       | 3       | ?           | ?          | 6            | 0            | ?            | ?            | 35       | 3      | ?           | ?          |
| M. Marchetti  | 16       | 1       | ?           | ?          | 5            | 0            | ?            | ?            | 21       | 1      | ?           | ?          |
| W. Mazzarri   | 4        | 0       | ?           | ?          | 5            | 1            | ?            | ?            | 9        | 1      | ?           | ?          |
| S. Mura       | -        | -       | -           | -          | 1            | 0            | ?            | ?            | 1        | 0      | 0+          | 0+         |
| D. Pileggi    | 20       | 2       | ?           | ?          | 2            | 0            | ?            | ?            | 22       | 2      | ?           | ?          |
| L. Piras      | 26       | 9       | ?           | ?          | 7            | 1            | ?            | ?            | 33       | 10     | ?           | ?          |
| F. Poli       | 19       | 1       | ?           | ?          | 1            | 0            | ?            | ?            | 20       | 1      | ?           | ?          |
| G. Porceddu   | -        | -       | -           | -          | 1            | 0            | ?            | ?            | 1        | 0      | 0+          | 0+         |
| R. Quagliozzi | 22       | 2       | ?           | ?          | 2            | 1            | ?            | ?            | 24       | 3      | ?           | ?          |
| M. Restelli   | 30       | 1       | ?           | ?          | 7            | 0            | ?            | ?            | 37       | 1      | ?           | ?          |
| M. Rovellini  | 23       | 0       | ?           | ?          | 7            | 1            | ?            | ?            | 30       | 1      | ?           | ?          |
| M. Sacchi     | 4        | 0       | ?           | ?          | 2            | 0            | ?            | ?            | 6        | 0      | ?           | ?          |
| C. Uribe      | 20       | 2       | ?           | ?          | 4            | 0            | ?            | ?            | 24       | 2      | ?           | ?          |
| G. Vavassori  | 22       | 0       | ?           | ?          | 2            | 0            | ?            | ?            | 24       | 0      | ?           | ?          |
| W. Victorino  | 10       | 0       | ?           | ?          | 7            | 2            | ?            | ?            | 17       | 2      | ?           | ?          |